# Star Wars: Rebel Assault
Rebel Assault je počítačová hra z prostředí Star Wars. Autorem hry je společnost LucasArts. Jedná se o první hru ze světa Star Wars vydanou pouze na CD (v době, kdy CD-ROMy ještě nebyly běžnou součástí PC). Kromě PC byla dostupná také pro SEGA CD, MAC a 3DO. Ze žánrového hlediska se jedná o akční arkádu, ve které pilotujete vesmírné plavidlo a střílíte na nepřátele. Hra byla oceňována pro na svou dobu vysoce zdařilé technické zpracování, ale dostalo se jí také rozporuplného označení interaktivní film, protože nedávala hráčům téměř žádnou svobodu při plnění jednotlivých misí.

## Příběh
Příběh patří mezi ty klasické a spíše nenáročné. Hráč se ocitne v roli bojovníka povstalců, pilota známého jako Rookie One,ale jinak má velmi podobné osudy jako Luke Skywalker. Původně byl farmářem na planetě Tatooine.
Děj hry se odehrává ve stejné době jako Star Wars Episode IV: A New Hope, ale jsou do ní zahrnuty i některé momenty z bitvy o Hoth z epizody V. Celkově velmi čerpá z filmových scén, které často kopíruje (některé scény jsou přímo její součástí v podobě filmových sekvencí).

## Styl hraní
Hráč plní různé mise, ale jejich náplň i průběh je předem daný. Všechny mise jsou předpřipravené, hráčův stroj se pohybuje po trajektorii stanovené tvůrci hry, ze které lze vybočovat jen v omezeném rozsahu. Další činnost se omezuje v podstatě jen na střílení objevujících se nepřátel.

## Pokračování
Hra měla pokračování Rebel Assault 2: The Hidden Empire, které bylo vydáno v roce 1995.